# Льинас Риаскос, Рудольфо
Рудольфо Льинас Риаскос (исп. Rodolfo Llinás Riascos; род. 16 декабря 1934) — доктор медицинских, философских наук, медик, нейрофизиолог.
Член Национальной академии наук США (1986), иностранный член Французской академии наук (2002).

## Биография
Родился в Колумбии в 1934 году. В настоящее время является профессором кафедры нейрофизиологии (Thomas and Suzanne Murphy) в медицинском центре Нью-Йоркского университета, заведующим кафедрой физиологии и неврологии в Нью-Йоркской медицинской школе (New York University School of Medicine), руководитель научного проекта Neurolab при Национальном управлении по аэронавтике и исследованию космического пространства (NASA). Известен своими работами в области нейрофизиологии мозжечка и связи мозговой активности с сознанием.
Открыл вступительной речью Междисциплинарный кампус сознания и интеллекта в Альбасете в 2006 году, проводившийся в связи с 50-летием конференции в Дартмуте (Дартмутский семинар).

## Образование
Интерес к медицине проявил еще в детстве, наблюдая за работой с пациентами своего деда, нейропсихиатра. В 1952 году он получает степень бакалавра в Gimnasio Moderno, в этом же году поступает в университет (Universidad Javeriana), а в 1956 году он становится дипломированным хирургом. За время своей работы медиком он много путешествовал по Европе, где и познакомился со многими учеными из Испании, Франции, Швейцарии. В Цюрихе, вместе с профессором Рудольфо Хессом (W. Rudolph Hess), принимал участие в научных экспериментах в области нейрофизиологии. Свою карьеру в области нейрохирургии он решил начать в Соединенных Штатах Америки, но, изменив свои планы, занялся экспериментальной неврологией. В научных целях он отправляется в Канберру (Австралия), где работал с Джоном Экклсом. В Австралийском национальном университете (Australian National University) он защитил докторскую диссертацию по нейрофизиологии.

## Открытия и достижения
Рудольфо Льинас считается одним из основателей неврологии. Его вклад в науку исчисляется множеством работ, среди которых:
- Открытие дендритных тормозных синапсов в нервной системе млекопитающих,
- Открытие P-образных каналов в клетках Пуркинье,
- Открытие электрических сигналов в головном мозге млекопитающих,
- Применение магнитоэнцефалографии в клинической практике,
- Открытие таламокортикальной дисритмии,
- Открытие микродоменов кальция в синаптической трансмиссии,
- Применение нанотехнологий в нейрофизиологии и др.

## Публикации и монографии
- LLINAS, R. (1969) (Ed.), Neurobiology of Cerebellar Evolution and Development. Chicago: Am. Med. Association.
- STERIADE, M., JONES, E. y LLINAS, R. (1990) (Eds.), Thalamic Oscillations and Signaling. John Wiley & Sons.
- LLINAS, R. y SOTELO, C. (1992) (Eds.), The Cerebellum Revisited, Nueva York: Springer-Verlag.
- LLINAS, R. y CHURCHLAND, P.S. (1996) (Eds.), The Mind-Brain Continuum. Cambridge: MIT.
- LLINAS,R. The Squid Giant Synapse (1999). Oxford University Press
- LLINAS.R. «I of the Vortex. From Neurons to Brain» (2001) MIT Press Cambridge, MA
- LLINAS. R «El cerebro y el mito del yo» con prólogo por Gabriel Garcia Marquez (2005). Editorial Norma, Bogota.

- А также более 400 статей в научных изданиях.

## Награды
- Золотая медаль Высшего совета по научным исследованиям (2012)